# 德里克·拜厄斯
德里克·拜厄斯（英語：Derrick Byars，1984年4月25日—），美国NBA联盟职业篮球运动员。